# Orgilus hungaricus
Orgilus hungaricus är en stekelart som beskrevs av Szepligeti 1896. Orgilus hungaricus ingår i släktet Orgilus och familjen bracksteklar. Inga underarter finns listade i Catalogue of Life.